# Meiko Satomura
Meiko Satomura (里村 明衣子 Satomura Meiko, 17 de noviembre de 1979) es una luchadora profesional japonesa retirada. Llegó a trabajar para la empresa estadounidense WWE, para la marca NXT. Satomura también es conocida por su trabajo en la promoción Sendai Girls' Pro Wrestling. Fue una vez Campeona Femenina de NXT UK.

## Carrera

### Gaea Japan (1995–2005)
Satomura hizo su debut profesional en lucha libre para toda la promoción femenina Gaea Japón el 15 de abril de 1995, derrotando a Sonoko Kato.  El 2 de noviembre de 1996, Satomura y Sonoko Kato derrotaron a Sugar Sato y Chikayo Nagashima para convertirse en las Campeonas en Parejas de AAAW. Satomura ganaría ese título en dos ocasiones más, formando equipo con Ayako Hamada y Chikayo Nagashima. También ganó el Campeonato Individual de AAAW en dos ocasiones, y su segundo reinado terminó en manos de Aja Kong el 3 de abril de 2005. Gaea Japón cerró una semana después, el 10 de abril, después de presentar su programa de despedida donde Satomura derrotó a su entrenadora Chigusa Nagayo en el evento principal.

### World Championship Wrestling (1996-1997)
En 1996, Satomura comenzó a aparecer en World Championship Wrestling (WCW) a través de una relación de trabajo entre Gaea Japan y WCW, la cual intentaba establecer una división femenina. Satomura participó en un torneo que contaba con ocho mujeres, este tenía como objetivo coronar a la primera Campeona Femenina de WCW, pero fue eliminada en la primera ronda por la que sería la ganadora del mismo, Akira Hokuto. Cuando WCW introdujo un segundo campeonato femenino, participó en otro torneo, pero fue eliminada nuevamente en la primera ronda por Toshie Uematsu, quien sería coronada como la ganadora de la competencia. Satomura continuó apareciendo en WCW hasta que la relación de negocios entre las dos promociones terminó.

### Sendai Girls' Pro Wrestling (2006–presente)
Tras el cierre de Gaea Japan, Satomura formó la promoción Sendai Girls'Pro Wrestling con Jinsei Shinzaki.
El 23 de septiembre de 2009, Satumora participó en el torneo Splash J & Running G junto con Kaoru y Tomoko Kuzumi. En la semifinal, el equipo de Satumora derrotó a la Dinamita Kansai, Makie Numao y Yasuko Kuragaki para avanzar a la final. En la final, derrotaron al equipo de Hikari Fukuoka, Kanako Motoya y Sonoko Kato para ganar el torneo Splash J & Running G.

### Progress Wrestling (2019-2021)
El 15 de septiembre de 2019, Satomura hizo su debut en la empresa británico Progress Wrestling en el Chapter 95: Still Chasing en Greater London, Londres, derrotando a Jordynne Grace coronándose como Campeona Mundial Femenil de Progress siendo la primera japonesa en tener el título. En Chapter 99: With a Flake, Please del 15 de diciembre, fue derrotada por Jinny perdiendo el Campeonato Mundial Femenino de Progress.

### WWE

#### Mae Young Classic (2018)
Satomura fue anunciada como una de las participantes del torneo Mae Young Classic. Derrotó a Killer Kelly, Mercedes Martinez y Lacey Lane antes de ser derrotada en las semifinales por Toni Storm.

#### NXT UK (2020-2022)
El 27 de octubre de 2020, se informó que Satomura sería un talento al aire y entrenadora en NXT UK. 
El 28 de enero de 2021, en un episodio de NXT UK, se emitió una viñeta anunciando la llegada de Satomura a la marca y en el NXT UK emitido el 11 de febrero, hizo su debut derrotando a Isla Dawn, después del combate fue entrevistada en backstage, afirmando que está preparada para enfrentarse a Kay Lee Ray por el Campeonato Femenino de NXT UK, en el NXT UK emitido por el 11 de febrero, presenció el combate entre la debutante Meiko Satomura contra Isla Dawn. en el NXT UK emitido el 4 de marzo, se enfrentó a Kay Lee Ray por el Campeonato Femenino del Reino Unido de NXT, sin embargo perdió, después del combate se dieron la mano en señal de respeto. En el NXT UK emitido el 18 de marzo, derrotó a Dani Luna. En el NXT UK emitido el 10 de junio, derrotó a Kay Lee Ray ganando el Campeonato Femenino del Reino Unido de NXT por primera vez. En el NXT UK emitido el 15 de julio, derrotó a Amale y retuvo el Campeonato Femenino del Reino Unido de NXT. En el NXT UK emitido el 19 de agosto, derrotó a Stevie Turner y retuvo el Campeonato Femenino del Reino Unido de NXT. En el NXT UK emitido el 4 de noviembre, derrotó a Jinny y retuvo el Campeonato Femenino del Reino Unido de NXT. En el NXT UK emitido el 2 de diciembre, derrotó a Xia Brookside y retuvo el Campeonato Femenino del Reino Unido de NXT.
En el NXT UK emitido 6 de enero, derrotó a Blair Davenport y retuvo el Campeonato Femenino del Reino Unido de NXT, sin embargo después del combate, fue atacada por Davenport. En el NXT UK emitido el 3 de febrero, derrotó a Blair Davenport en un Japanese Street Fight y retuvo el Campeonato Femenino del Reino Unido de NXT.
En el NXT UK emitido el 7 de julio, junto a Sarray derrotaron a Eliza Alexander & Xia Brookside.
En Worlds Collide III, se enfrentó a Mandy Rose y a Blair Davenport en una Triple Threat Title Unification Match por el Campeonato Femenino de NXT y el Campeonato Femenino del Reino Unido de NXT, sin embargo perdió, terminando con un reinado de 451 días.

#### NXT (2022-presente)
Hizo su debut en el NXT 2.0 del 6 de septiembre, derrotando a Roxanne Pérez, después del combate, ambas se dieron la mano en señal de respeto, sin embargo Pérez fue atacada por Cora Jade por lo que regresó al ring para ahuyentarla.

## Otros medios
Satomura apareció en el documental Gaea Girls realizado en 2000 para la BBC por Kim Longinotto y Jano Williams.

## Campeonatos y logros
- Chikara
  - King of Trios (2016) – con Cassandra Miyagi y Dash Chisako

- DDT Pro-Wrestling
  - KO-D Openweight Championship (1 vez)

- Fight Club: PRO
  - FCP Championship (1 vez)

- Gaea Japan
  - AAAW Single Championship (2 veces)
  - AAAW Junior Heavyweight Tag Team Championship / AAAW Tag Team Championship (3 veces) - con Sonoko Kato (1), Ayako Hamada (1) y Chikayo Nagashima (1)

- Progress Wrestling
  - Progress World Women's Championship (1 vez)

- Sendai Girls' Pro Wrestling
  - Sendai Girls World Championship (1 vez)

- World Wonder Ring Stardom
  - World of Stardom Championship (1 vez)

- World Wrestling Entertainment/WWE
  - NXT UK Women's Championship (1 vez)

- Pro Wrestling Illustrated
  - Situada en el Nº46 en el PWI Female 100 en 2018
  - Situada en el Nº27 en el PWI Female 150 en 2021
  - Situada en el Nº22 en el PWI Female 150 en 2022.[19]